# Mécheria (distrito)
Mécheria é um distrito localizado na província de Naâma, Argélia, e cuja capital é a cidade de mesmo nome. A população total do distrito era de 62 944 habitantes, em 1998.[carece de fontes?]

## Comunas
O distrito está dividido em três comunas:
- Mécheria
- Aïn Ben Khelil
- El Biodh